# Тімоті Веа
Тімоті Веа (англ. Timothy Weah, нар. 22 лютого 2000, Нью-Йорк) — американський футболіст, нападник італійського «Ювентуса» і національної збірної США.

## Клубна кар'єра
Народився 22 лютого 2000 року в Нью-Йорку в родині ліберійського футболіста Джорджа Веа, найкращого гравця світу за версією ФІФА і Європи за версією «France Football» 1995 року.
У дорослому футболі дебютував 2017 року виступами за команду клубу «Парі Сен-Жермен», в якій провів два сезони, взявши участь у 5 матчах чемпіонату. 
До складу шотландського «Селтіка» був орендований 7 січня 2019 терміном на 4 місяці. За півсезона відіграв за команду з Глазго 13 матчів в національному чемпіонаті, в яких забив 3 голи.
1 липня 2019 підписав контракт з «Ліллем», вартість трансферу склала 10 мільйонів євро. Більшість першого сезону в новому клубі пропустив через травми, зігравши лише 3 матчі. Вже у сезоні 2020/21 став стабільним гравцем основного складу, а 10 грудня 2020 року забив свій дебютний гол за «Лілль», добре зігравши на добиванні. Загалом за чотири роки, проведені у Франції взяв участь у понад 100 іграх різних турнірів.
1 липня 2023 року за орієнтовні 12 мільйонів євро перебрався до італійського «Ювентуса».

## Виступи за збірні
У 2015 році дебютував у складі юнацької збірної США, взяв участь у 20 іграх на юнацькому рівні, відзначившись 7 забитими голами.
2019 року в складі молодіжної збірної США взяв участь у чемпіонаті світу U-20.
З 2018 року залучаэться до лав національної збірної США. З осені 2020 є стабільним гравцем національної команди. У її складі був учасником чемпіонату світу 2022, де виходив у стартовому складі в усіх іграх збірної, яка припинила боротьбу на стадії 1/8 фіналу. Був автором єдиного гола американців у грі групового етапу проти валійців, що приніс їм нічию 1:1.
| Дата       | Місто          | Господарі  | Результат  | Гості      | Турнір                                   | Голи | Примітки  |
| ---------- | -------------- | ---------- | ---------- | ---------- | ---------------------------------------- | ---- | --------- |
| 27-3-2018  | Кері           | США        | 1 – 0      | Парагвай   | товариський матч                         | -    | 86'       |
| 29-5-2018  | Філадельфія    | США        | 3 – 0      | Болівія    | товариський матч                         | 1    | 61'       |
| 2-6-2018   | Дублін         | Ірландія   | 2 – 1      | США        | товариський матч                         | -    |           |
| 8-9-2018   | Іст-Ратерфорд  | США        | 0 – 2      | Бразилія   | товариський матч                         | -    | 55'       |
| 12-9-2018  | Нашвілл        | США        | 1 – 0      | Мексика    | товариський матч                         | -    | 90+2'     |
| 12-10-2018 | Тампа          | США        | 2 – 4      | Колумбія   | товариський матч                         | -    | 32' 68'   |
| 17-10-2018 | Іст-Гартфорд   | США        | 1 – 1      | Перу       | товариський матч                         | -    | 53' 90+2' |
| 15-11-2018 | Лондон         | Англія     | 3 – 0      | США        | товариський матч                         | -    | 76'       |
| 12-11-2020 | Суонсі         | Уельс      | 0 – 0      | США        | товариський матч                         | -    | 79'       |
| 16-11-2020 | Вінер-Нойштадт | США        | 6 – 2      | Панама     | товариський матч                         | -    | 62'       |
| 30-5-2021  | Санкт-Галлен   | Швейцарія  | 2 – 1      | США        | товариський матч                         | -    | 72'       |
| 6-6-2021   | Денвер         | США        | 3 – 2 д.ч. | Мексика    | Ліга націй КОНКАКАФ 2019-2020 - Фінал    | -    | 60'       |
| 9-6-2021   | Санді          | США        | 4 – 0      | Коста-Рика | товариський матч                         | -    | 74'       |
| 7-10-2021  | Остін          | США        | 2 – 0      | Ямайка     | Відбір до ЧС 2022                        | -    | 68'       |
| 10-10-2021 | Панама         | Панама     | 1 – 0      | США        | Відбір до ЧС 2022                        | -    | 68'       |
| 13-10-2021 | Колумбус       | США        | 2 – 1      | Коста-Рика | Відбір до ЧС 2022                        | -    | 73'       |
| 12-11-2021 | Цинциннаті     | США        | 2 – 0      | Мексика    | Відбір до ЧС 2022                        | -    | 90+1'     |
| 16-11-2021 | Кінгстон       | Ямайка     | 1 – 1      | США        | Відбір до ЧС 2022                        | 1    | 66'       |
| 27-1-2022  | Колумбус       | США        | 1 – 0      | Сальвадор  | Відбір до ЧС 2022                        | -    | 72'       |
| 2-2-2022   | Сент-Пол       | США        | 3 – 0      | Гондурас   | Відбір до ЧС 2022                        | -    | 75' 76'   |
| 24-3-2022  | Мехіко         | Мексика    | 0 – 0      | США        | Відбір до ЧС 2022                        | -    | 39' 60'   |
| 30-3-2022  | Сан-Хосе       | Коста-Рика | 2 – 0      | США        | Відбір до ЧС 2022                        | -    | 61'       |
| 2-6-2022   | Цинциннаті     | США        | 3 – 0      | Марокко    | товариський матч                         | 1    |           |
| 5-6-2022   | Канзас-Сіті    | США        | 0 – 0      | Уругвай    | товариський матч                         | -    | 46'       |
| 14-6-2022  | Сан-Сальвадор  | Сальвадор  | 1 – 1      | США        | Ліга націй КОНКАКАФ 2022-2023 - 1-й етап | -    | 62'       |
| 21-11-2022 | Ер-Раян        | США        | 1 – 1      | Уельс      | ЧС 2022 - 1-й етап                       | 1    | 88'       |
| 25-11-2022 | Ель-Хаур       | Англія     | 0 – 0      | США        | ЧС 2022 - 1-й етап                       | -    | 83'       |
| 29-11-2022 | Доха           | Іран       | 0 – 1      | США        | ЧС 2022 - 1-й етап                       | -    | 82'       |
| 3-12-2022  | Ер-Раян        | Нідерланди | 3 – 1      | США        | ЧС 2022 - 1/8 фіналу                     | -    | 67'       |
| 15-6-2023  | Парадайз       | США        | 3 – 0      | Мексика    | Ліга націй КОНКАКАФ 2022-2023 - півфінал | -    | 82'       |
| 18-6-2023  | Парадайз       | Канада     | 0 – 2      | США        | Ліга націй КОНКАКАФ 2022-2023 - Фінал    | -    |           |
| 9-9-2023   | Сент-Луїс      | США        | 3 – 0      | Узбекистан | товариський матч                         | 1    | 64'       |
| 12-9-2023  | Сент-Пол       | США        | 4 – 0      | Оман       | товариський матч                         | -    | 80'       |
| Усього     |                | Матчів     | 33         |            | Голів                                    | 5    |           |

## Титули і досягнення
- Чемпіон Франції (2):

«Парі Сен-Жермен»: 2017-18
«Лілль»:  2020-21
- Володар Кубка французької ліги (1):

«Парі Сен-Жермен»: 2017-18
- Володар Кубка Франції (1):

«Парі Сен-Жермен»: 2017-18
- Володар Суперкубка Франції (2):

«Парі Сен-Жермен»: 2018
«Лілль»: 2021
- Чемпіон Шотландії (1):

«Селтік»: 2018-19
- Володар Кубка Шотландії (1):

«Селтік»: 2018-19
- Володар Кубка Італії (1):

«Ювентус»: 2023-24
Збірні
- Переможець Ліги націй КОНКАКАФ: 2021, 2023